# آلبوم چندآهنگه (فیلم)
«آلبوم چندآهنگه» (انگلیسی: Extended Play (film)) یک فیلم است.